# Aengwirder Tsjerke
De Aengwirder Tsjerke is een kerkgebouw in Tjalleberd in de Nederlandse provincie Friesland.

## Beschrijving
De hervormde kerk uit 1742 is, volgens een gevelsteen boven de ingang aan de westzijde, gebouwd in opdracht van grietman van Aengwirden, Martinus van Bouricius (1708-1755). De zaalkerk heeft een driezijdig gesloten koor en houten geveltoren met ingesnoerde spits aan de westzijde. In de toren hangt een luidklok (1670) van klokkengieter Petrus Overney. In 1825 werd aan de noordzijde een dwarspand gebouwd met een neoclassicistisch toscaanse ingangspoort. De preekstoel is uit de 17e eeuw. Het orgel uit 1869 werd gebouwd door L. van Dam en Zonen. De in 2011 gerestaureerde kerk is een rijksmonument.
De Protestantse Gemeente Tjalleberd-De Knipe kerkt afwisselend in deze kerk en de Nij Brongergea Tsjerke.

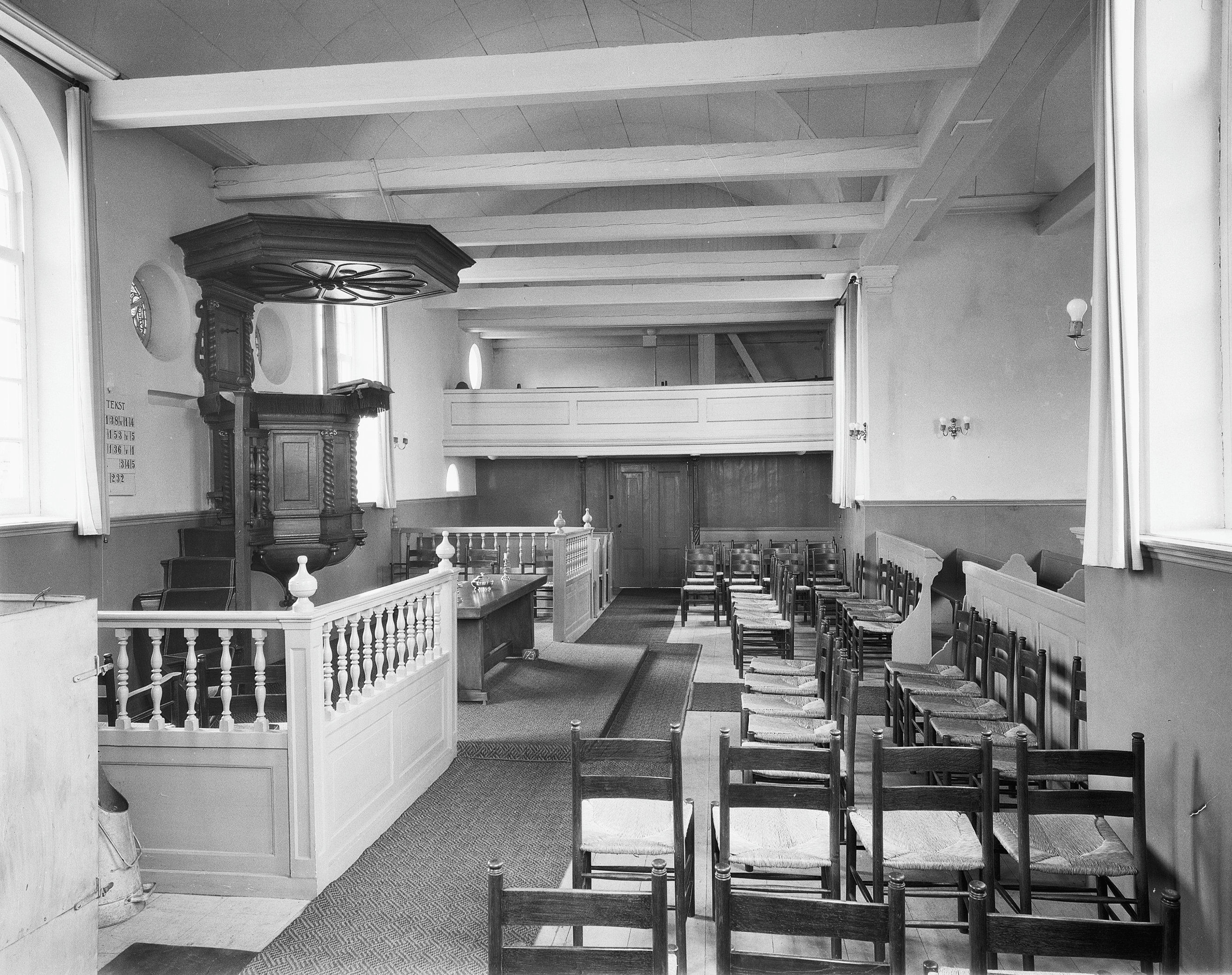
Interieur (1959)
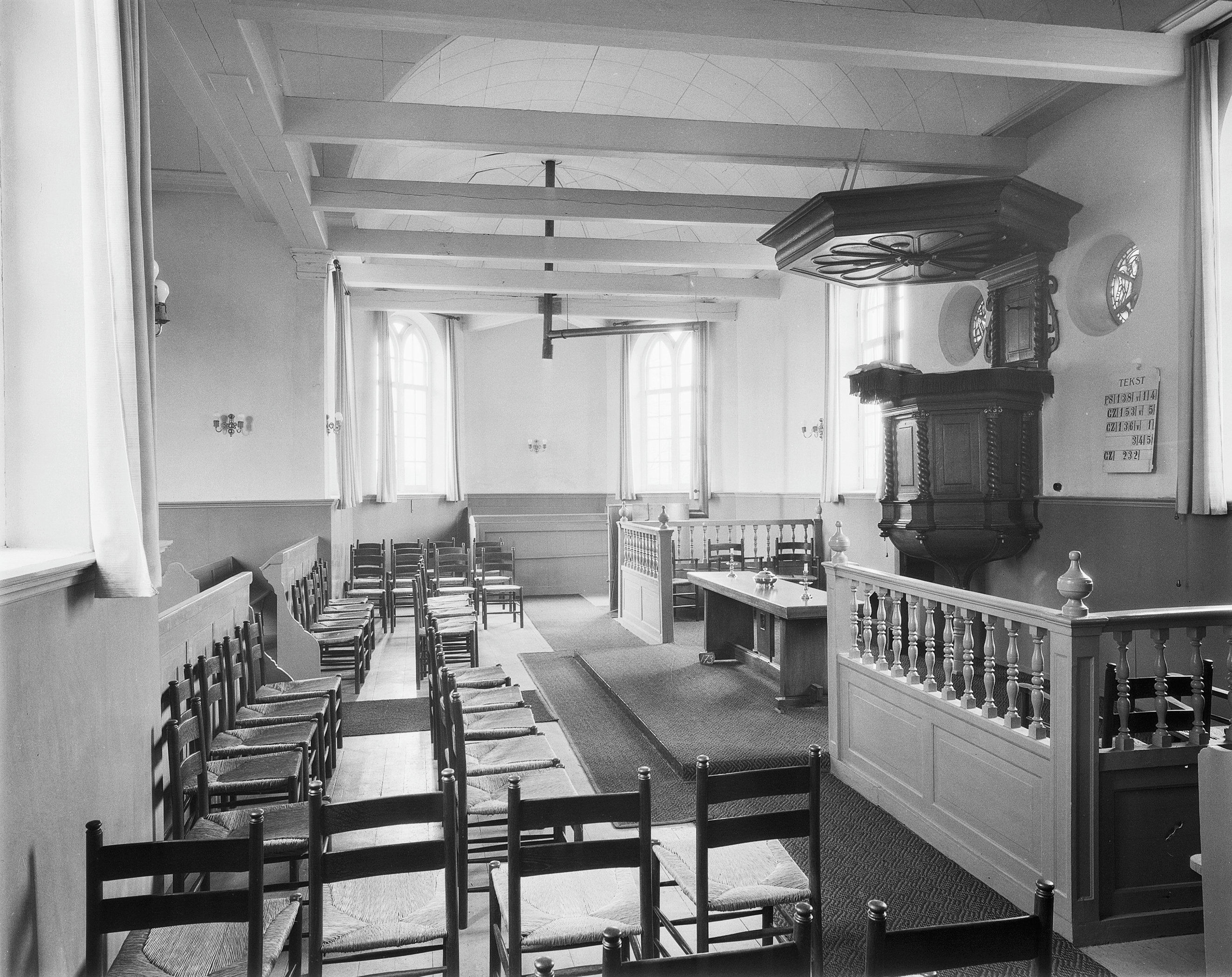
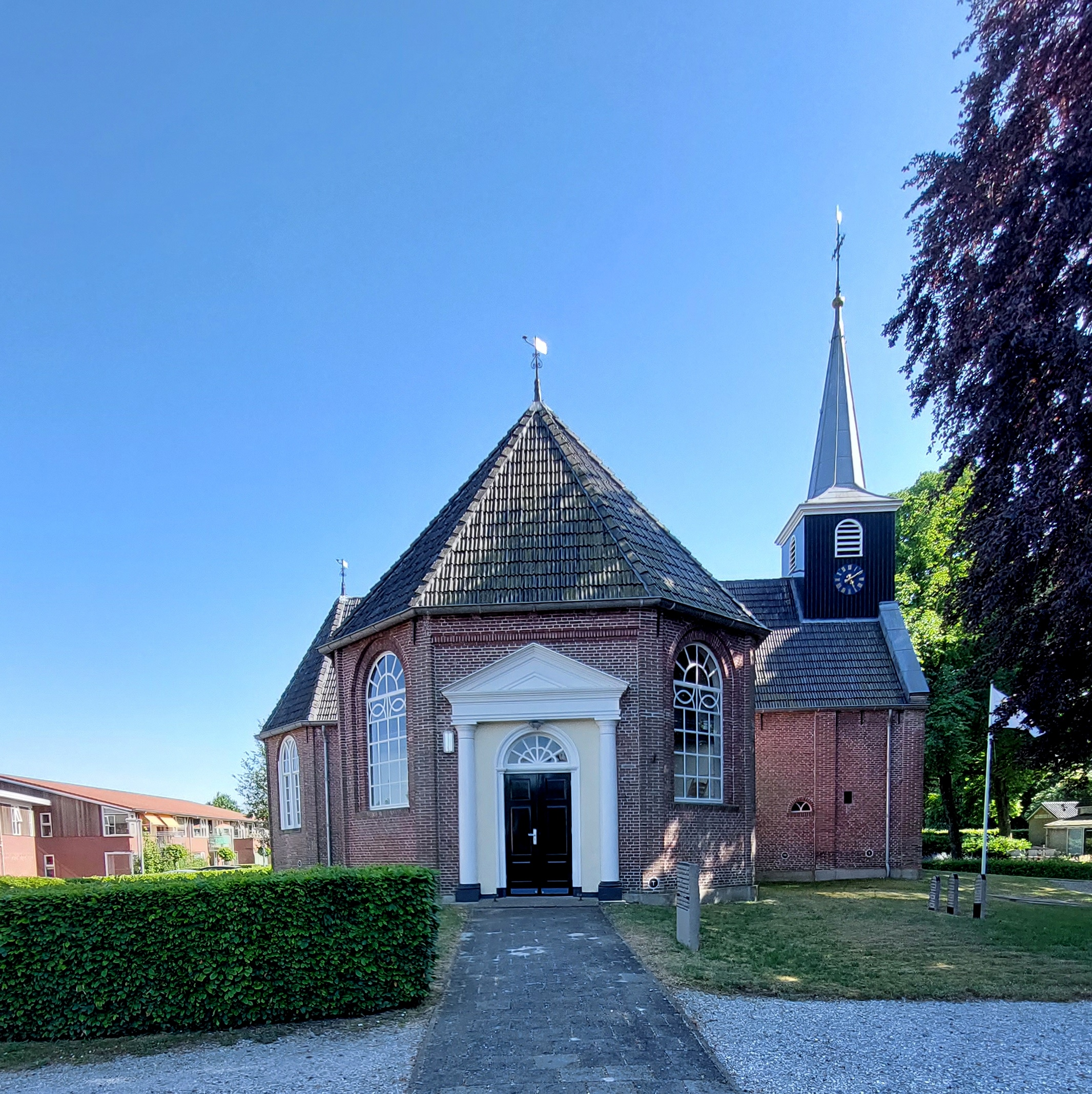
noordzijde